# 安国寺 (那覇市)
安国寺（あんこくじ）は、沖縄県那覇市首里寒川町にある臨済宗妙心寺派の寺院。山号は太平山、開山は熙山周雍。

## 概要
天順元年（1457年）創建。本尊は不動明王。境内にはガジュマルの木が植えられている。